# Хелоуин: 20 години по-късно
„Хелоуин: 20 години по-късно“ (на английски: Halloween H20: 20 Years Later) е американски слашър филм на ужасите от 1998 г.

## Актьорски състав
- Джейми Лий Къртис – Лори Струд/Кери Тейт
- Джош Хартнет – Джон Тейт
- Мишел Уилямс – Моли Картуъл
- Адам Аркин – Уил Бренън
- Ел Ел Кул Джей – Ронълд Джоунс
- Джоди Лин О'Кийф – Сара Уайнтроп
- Адам Хан-Бирд – Чарли Деваро
- Джанет Лий – Норма Уотсън
- Джоузеф Гордън-Левит – Джими Хауъл
- Крис Дюранд – Майкъл Майърс